# Marco Paiva
Pour les articles homonymes, voir Paiva (homonymie).
Marco Paiva, de son nom complet Marco Paulo Paiva Rocha, est un footballeur portugais né le 7 février 1973 à Funchal. Il évoluait au poste de milieu de terrain.

## Biographie

### En club
Issu de la formation du CS Marítimo, il commence sa carrière en 1990 en première division portugaise,,. 
Il est transféré en 1994 au FC Famalicão, club avec lequel il dispute une unique saison,,.
De 1995 à 1997, il est joueur du Sporting Farense,,.
Transféré en 1997 au Vitória Guimarães, il évolue pendant quatre saisons dans ce club,,.
En 2001, il quitte le club de Guimarães pour les Açores en joignant le CD Santa Clara,,.
Il évolue ensuite dans des clubs de deuxième division comme le FC Maia, le CF União et l'AD Machico, club dans lequel il finit sa carrière en 2010,,.
Il dispute au total 337 matchs pour 6 buts marqués en première division portugaise,.
En compétitions européennes, il dispute six matchs de Coupe UEFA.

### En équipe nationale
International portugais, il reçoit une unique sélection en équipe du Portugal le 7 février 1973, dans le cadre d'un match amical contre le Mozambique (victoire 2-1 à Ponta Delgada).

### Entraîneur
Il entraîne notamment l'AD Machico de 2010 à 2012.